# Musexpo
Musexpo (Eigenschreibweise in Großbuchstaben) ist eine jährlich veranstaltete internationale Musik-, Medien- und Technologiemesse. 

## Geschichte
Das Musiknetzwerk "A&R Worldwide" gründete 2005 in Los Angeles die Ausstellung. Wegen der starken Nachfrage fand die Musexpo 2008 neben Los Angeles auch in London sowie ein Jahr später in Perth in Australien statt.

## Auftritte
Auf der Musexpo traten unter anderem auf:
Reamonn, LMFAO, Katy Perry, Jessie J, The Temper Trap und Schmidt